# Логвинюк Олександра Михайлівна
Олекса́ндра Миха́йлівна Логвиню́к (* 2001) — українська велогонщиця. Майстер спорту України міжнародного класу.

## З життєпису
Народилась 2001 року на Волині. З 2022 року тренується на Львівщині.
Учасниця літніх юнацьких Олімпійських ігор-2018.
Здобула бронзову медаль на Чемпіонаті Європи з велоспорту на треку 2020 року в командному спринті.
2023 У Празі на велоперегонах Gran Prix Framar — міжнародних змаганнях першого класу — виборола бронзову нагороду.
Опановує велоспорт у Львівській обласній школі вищої спортивної майстерності. Тренує заслужений тренер України Євген Болібрух.
Студентка факультету фізичної культури, спорту та здоров'я; Волинський національний університет імені Лесі Українки. Триразова чемпіонка України.